# ماندانيتشي
ماندانيتشي (بالإيطالية: Mandanici)‏ هي بلدية في مقاطعة ميسينا في صقلية الإيطالية.

## السكان
في سنة 1861 بلغ عدد السكان 1٬048 نسمة، وتطور العدد ليصل في سنة 2011 لـ 629 نسمة.
يظهر هذا المخطط البياني تطور النمو السكاني لـ ماندانيتشي